# SSCV Thialf
SSCV (ang. Semi-Submersible Crane Vessel – półzanurzalny dźwig pływający) Thialf – największy na świecie dźwig półzanurzalny.
Został zbudowany w 1985 jako DB-102 dla McDermott przez firmę Mitsui Engineering & Shipbuilding. W 1997, po zakończeniu współpracy z McDermott, został przejęty przez przedsiębiorstwo Heerema.

## Cechy i wyposażenie
Thialf zaopatrzony jest w dwa żurawie z możliwością podnoszenia ciężaru do 14200 ton, co czyni go największym pływającym żurawiem świata (przed Saipem’em 7000). Zaopatrzony jest w system dynamicznego pozycjonowania, który podczas prac utrzymuje jednostkę w założonym położeniu. Do tego celu Thialf używa sześciu pędników azymutalnych o mocy 5500 kW każdy. Zaopatrzony jest także w dwanaście kotwic o masie 22,5 ton, umieszczonych na linach o średnicy 80 mm.
Platforma na której znajdują się dźwigi jest ustawiona na dwóch kadłubach niczym olbrzymi katamaran za pomocą czterech filarów na każdym z kadłubów. Zanurzenie tranzytowe to ok. 12 metrów. Podczas operacji podnoszenia jednostka balastowana zanurza się do głębokości 26,6 metra – dzięki takiemu zanurzeniu zmniejsza się oddziaływanie fal na jednostkę.
Jednostka posiada kwatery na 742 osób.

## Przedsięwzięcia (wybór)
- Instalacja filaru mostu Erasmusbrug w Rotterdamie, 1995 r.,
- Rozbiórka stacji Brent Spar (punkt magazynowania ropy) u wybrzeży Wielkiej Brytanii, 1998 r.,
- W 2000 r. ustanowienie rekordu w dźwiganiu – 11883 ton przy podnoszeniu elementów konstrukcji Shella; rekord pobity przez dźwig Saipem 7000 w 2004 r. – 12150 ton[2],
- W 2004 r. praca przy platformie BP – Holstein; pobity rekord Zatoki Meksykańskiej w podnoszeniu – 7810 ton rekord pobity  w marcu 2007 przez dźwig Saipem 7000 – 9521 ton[3],
- W 2005 r. zainstalował najcięższe na świecie jednoelementowe filary: 2,74 m średnicy, 190 m długości, 814 t każdy – wieża Benguela Belize przedsiębiorstwa ChevronTexaco.